# Биленький, Ярослав Теодорович
Ярослав Теодорович Биленький (укр. Ярослав Теодорович Біленький; псевдоним: Степан Черниговский; 17 мая 1883, Сокаль — март 1945, Самбор) — украинский государственный и общественно-политический деятель, педагог, филолог, редактор. Генеральный судья Украинского главного освободительного совета.

## Биография
Родился в Сокале, в семье известного общественного деятеля, педагога Теодора Биленького. После окончания самборской народной школы и гимназии в Сокале, поступил на философский факультет Львовского университета, позже продолжил обучение на факультете права в Венском университете.
С 1906 г. работал учителем украинского языка и литературы. В годы Первой мировой войны жил в Вене, а после отступления российской армии из Галиции, был директором Яворовской гимназии.
Во время польско-украинской войны — комиссар правительства Западноукраинской Народной Республики в Сокале. Издавал общественно-политический журнал «Голос з-над Бугу». Занимал должность директора Сокальской гимназии.
В 1919 г. переехал в Каменец-Подольский, где работал при Министерстве образования правительства Украинской Народной Республики, занимался организацией образования на территориях УНР.
В 1920—1930 гг. — преподаватель украинского языка во Львовской Академической гимназии.
Активный член общества «Украинская община», сотрудник печатных изданий общества «Родная школа», а с 1932 г. — редактор журнала «Украинская школа».
В 1939—1941 гг. преподавал во Львовском университете.
После провозглашения 30 июня 1941 г. оуновцами Акта восстановления Украинской державы — секретарь Совета сеньоров (предпарламента, с 24 июля 1941 г. — украинский национальный совет) под председательством К. Левицкого.
В 1944 г. работал во Львове, а позже переехал в Самбор, где учительствовал в школе.
В 1944—1945 гг. входил в состав Украинского главного освободительного совета, непризнанного правительства Украины, сформированного по инициативе ОУН(б) в 1944 г.. Занимал пост Генерального судьи УГОС.
Автор работ про поэзию Т. Шевченко и И. Мазепу, ряда статей по методике преподавания украинского языка.
Умер в марте 1945 г. в Самборе.